# Karuselna tokarilica
Karuselna tokarilica ili karusel tokarilica je posebna vrsta tokarilice koja služi za obradu dijelova velikih promjera (promjeri i veći od 15 metara), s okomito postavljenim glavnim navojnim vretenom. Karusel tokarilica ima vodoravno položenu steznu ploču za prihvat izratka. Postolje karusel tokarilice s jednim ili dva okomita stupa za okomito pomicanje grede. Po vodoravnoj gredi se kreću jedan (kod jednostupne) ili dva suporta (kod dvostupne). Promjeri tokarenja kod jednostupnih su od 630 do 1 500 milimetara, dok su kod dvostupnih od 1 500 do 25 000 milimetara. 

## Tokarilica
Tokarilica ili tokarski stroj je alatni stroj za strojnu obradu odvajanjem čestica, pomoću kojih se rezanjem obrađuju i izrađuju dijelovi okruglog (rotacijskog) oblika. Tokarenjem mogu se obraditi okrugle plohe s vanjske i unutarnje strane. Osim operacije tokarenja mogu se na tokarilicama vršiti i operacije ljuštenja, istokarivanja, bušenja, izbušivanja, upuštanja, razvrtanja, rezanja vanjskih i unutarnjih navoja, vrtloženja i ljuštenja vanjskih i unutarnjih navoja. Pri uzdužnom, poprečnom i koničnom tokarenju izradak se okreće a oštrica se tokarskog noža posmično kreće pravcem koji je paralelan, okomit ili nagnut prema osi vrtnje izratka. Pri kuglastom tokarenju oštrica tokarskog noža kreće se u posmičnom kretanju po kružnici oko osi koja prolazi središtem kugle. Pri krivuljastom tokarenju oštrica tokarskog noža slijedi u posmičnom kretanju neku krivulju.
Tokarilica se nekoć pokretala ručno, s pomoću vodenoga kola ili parnoga stapnog stroja, a danas se redovito pogoni elektromotorom. Osnovni su joj dijelovi: 
- glavno navojno vreteno s mehaničkim prijenosom te glavnim i posmičnim pogonom smještenima u kućištu (vretenište) i s uređajem za stezanje obratka (stezna glava, razgovorno amerikaner);
- saonice koje kližu vodilicama duž obratka, a na sebi nose takozvani suport s nosačem alata (na primjer stega ili revolverska glava), koji je pomičan poprječno ili uzdužno u odnosu na obradak;
- posmični prigoni saonica, odnosno suporta;
- konjić, u koji se umeće šiljak za pridržavanje vitkih obradaka ili alat za bušenje, upuštanje ili razvrtanje;
- postolje (postelja ili krevet) s vodilicima po kojima se kreću saonice i konjić.[2]